# Parafia św. Krzysztofa w Tuszynie-Lesie
Parafia pw. św. Krzysztofa w Tuszynie-Lesie – parafia rzymskokatolicka znajdująca się w archidiecezji łódzkiej w dekanacie tuszyńskim, w mieście Tuszyn, w dzielnicy Tuszyn-Las.